# Операція ГУЛАГ
Операція ГУЛАГ — військова операція нацистської Німеччини, в якій німецьким і радянським антикомуністичним військам належало під час Другої світової війни створити антирадянський рух опору в Сибіру шляхом визволення і вербування радянських в'язнів ГУЛАГу. Всупереч амбіційним планам закінчилася тим, що лише невеличка група колишніх радянських військовополонених була скинута з повітря в Комі АРСР у червні 1943 р., де їх було схоплено або вбито за лічені дні після висадки.